# Parafia św. Jana Chrzciciela w Dursztynie
Parafia św. Jana Chrzciciela w Dursztynie – parafia rzymskokatolicka należąca do dekanatu Niedzica, archidiecezji krakowskiej. 
Parafię prowadzą franciszkanie z klasztoru pw. św. Salwatora z Horty w Dursztynie.